# Guldkorn (album av Grymlings)
Guldkorn är ett samlingsalbum av den svenska rockgruppen Grymlings, utgivet på skivbolaget Warner Music 2000. Albumet ingår i Warner Musics Guldkorn-serie för remastrade samlingsalbum med svenska artister.

## Låtlista
1. "Mitt bästa för dig"
2. "Ett hjärta av guld"
3. "Hanna och rättvisan"
4. "Om jag inte får bli din"
5. "Drömmar"
6. "Jag kan gå ända till Kina"
7. "Där gullvivan blommar"
8. "Christine"
9. "En glädjesång"
10. "Väntar på en vän"
11. "Landet man inte kan nå"
12. "Allt som jag kan ge dig"
13. "Lysa"
14. "En kärlekssång"
15. "Du barn som möter ungdomstid"

### Fotnoter
1. ↑  ”Guldkorn”. Svensk mediedatabas. http://smdb.kb.se/catalog/search?q=Grymlings+Guldkorn&x=0&y=0. Läst 21 januari 2013.